# Justine Bruno
Pour les articles homonymes, voir Bruno.
Justine Bruno est une nageuse française née le 17 février 1994 à Beauvais spécialiste de la nage papillon.
Après plusieurs années passées au Beauvaisis Aquatic Club, elle rejoint le pôle espoir d'Amiens en 2012.
Elle est membre de l'équipe de France aux Jeux olympiques d'été de 2012 à Londres, prenant part au relais 4×100 mètres quatre nages et au 100 mètres papillon ; elle est éliminée en séries dans ces deux courses.
Elle est sacrée championne de France sur 100 mètres papillon en 2012 à Dunkerque.
Elle remporte aussi la finale du 100 mètres papillon aux Championnats de France de natation en petit bassin 2011 et la finale du 50 mètres papillon aux Championnats de France de natation en petit bassin 2015.